# Знаме на Азербайджанската съветска социалистическа република
Знамето на Азербайджанската съветска социалистическа република е било прието на 7 октомври 1952 г. от тогавашното правителство на Азербайджанската ССР.

## Дизайн
Знамето е било също със знамето на СССР, с добавка на синята лента в долната част. Първото знаме е било прието през 1920, но траело до 1921 защото тогава Азербайджанската ССР е била в рамките на Транскавказката СФСР и използвала знамето на Транскавказката СФСР до 1937. След 1937, първоначалното знаме на Азербайджанската ССР било в червено със сърп и чук в горния ляв ъгъл и клавишни комбинации за републиката на азербайджански език. От 1937 до 1940 текстът е на латиница, а от 1940 до 1952 текстът е изписан на кирилица.

## Исторически знамена
- 1920-1921
- 1937-1940
- 1940-1952